# Onsoku Line
Onsoku Line (音速ライン, Onsoku Rain. También conocidos como Onso9 Line) es una banda de rock pop japonés, con un sonido muy característico de bandas Spitz, Remioromen, the pillows entre otras. Sin embargo el sonido es tan trabajado que sus álbumes suelen ser excelentes del punto de vista armónico y estructural.

## Integrantes

### Miembros oficiales
- Yoshiyuki Fujii (藤井敬之): Voz y Guitarra.
- Takeshi Ohkubo (大久保剛): Bajo.

### Miembros fundadores
- Takeo Sugawara (菅原健生): Batería (Deja la banda el 2005)

## Discografía

### Indie Albums
1. Utakata
2. Aoi sekai

### Sencillos
1. Swallow
2. Machikaze
3. Ohsegawa
4. Natsume
5. Mizuiro no Machi
6. Mahiru no Tsuki
7. Koiuta
8. Aoharuiro

### Álbumes
1. Fukei Byousha
2. 100 Kei